# Hermann Kusmanek von Burgneustädten
Hermann Kusmanek von Burgneustädten (magyarosan Kuzmanek Hermann) (Nagyszeben, Osztrák–Magyar Monarchia, 1860. szeptember 16. – Bécs, Ausztria, 1934. augusztus 7.) Osztrák katona, vezérezredes, az első világháborúban Przemyśl két ostroma alatt az erődítmény parancsnoka.

## Élete és katonai pályája
1876–1879 között a bécsújhelyi Theresianum Katonai Akadémiára járt, majd  1882–1884 a bécsi Vezérkari Akadémiára (Kriegsschule). 1888-ban vezérkari századossá, 1894-ben őrnaggyá, 1895-ben alezredessé, 1903-ban ezredessé, 1906-ban vezérőrnaggyá, 1910-ben altábornaggyá lépették elő. 1913-ban Ferenc József császár nemességet adott neki. A bécsújhelyi várban töltött iskolai éveinek tiszteletére a von Burgneustädten előnevet kérte és kapta. Címerébe Bécsújhely város címerének elemeit is felvette.

### Az első világháború és Przemyśl ostromai
Miután Galícián át betörtek az orosz erők, a megmaradt osztrák-magyar csapatok visszavonultak Przemyśl erődítményrendszerébe. Kusmaneknek az volt a feladata, hogy tartsa fel az orosz erőket, és biztosítsa az osztrák-magyar csapatok biztonságos visszavonulását. Kusmanek körülbelül 120 000 emberrel rendelkezett az ostrom elején.  Az erődítményt kétszer ostromolták meg. Az első ostrom kezdete 1914. szeptember 17-ére tehető, miután a parancsnok nem fogadta el a megadást jelentő kapitulációs okmányt. Csak két erődítményt sikerült az oroszoknak irtózatos erőfeszítések árán elfoglalniuk az első rohamban, a második rohamban pedig csak a lövészárkokig tudtak jutni, de hatalmas veszteségeik voltak. Az eredménytelenség miatt 1914. október 10-én véget ért az első ostrom. 1914. november 1-jén Kusmaneket gyalogsági tábornokká léptették elő.

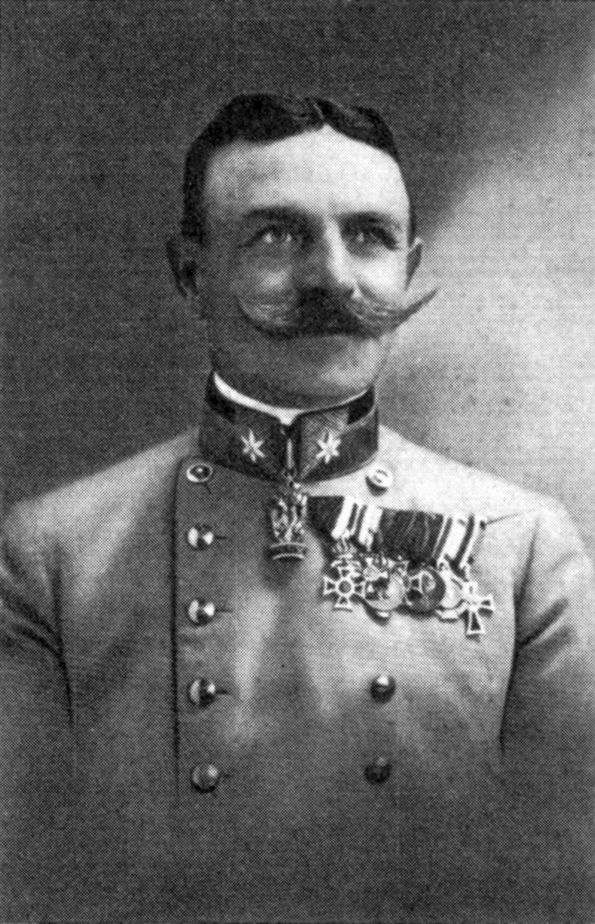
Hermann von Kusmanek, vezérőrnagyi rangban (1910 előtt)

Ezután utánpótlás jutott az erőd számára, de a kívánt mértékben nem tudták idejében feltölteni Przemyśl készleteit, ugyanis a második ostrom november elején megkezdődött. Most nem indítottak rohamokat az oroszok, hanem körülvették az erődítményt és így elvágták azt az utánpótlástól. A tél közeledtével egyre gyorsabban fogyott az élelem, és csökkentek a fejadagok. Kényszerből le kellett, hogy öljék az összes lovat. A nélkülözés miatt végül a következő év márciusában kitörést kíséreltek meg, de az kudarcba fulladt. Válaszul az oroszok rohamot indítottak, amit nagy áldozatok árán, de végül sikerült a vár védőknek visszaverni. Végül a nyomasztó körülmények miatt, Kusmanek egyetértésével az erődöt a védők megsemmisítették, ez után pedig az életben maradottak megadták magukat. A vár elvesztésével a hadsereg morálja súlyosan lelankadt és a veszteségeket is nehéz volt kihevernie a hadseregnek, aminek ehhez igen sok időre volt szüksége.

### Élete további szakasza és halála
Az ostrom után sokan nevezték „Przemyśl oroszlánjának”, de a  vereség miatt sok kritika is érte. 1918-ban, amikor az orosz kapituláció miatt minden osztrák–magyar hadifoglyot szabadon engedtek, Kusmanek tábornok is hazatért. 1918. február 18-án kitüntették az osztrák Vaskorona-rend 1. fokozatával, majd március 1-jén vezérezredessé léptették elő (1917. május 15-i visszaható hatállyal).
Ezután azonban már nem kapott jelentősebb szerepet. A Monarchia összeomlása után a többi cs. és kir. főtiszthez hasonlóan őt is szolgálaton kívüli (Ausser Dienst) állományba helyezték. 1934. augusztus 7-én halt meg Bécsben, a Zentralfriedhofban nyugszik.

## Kapcsolódó információk
- Oskar von Hofmann – Gustav von Hubka.szerk.: Dr. Carl Freiherr von Bardolff: Der Militär-Maria Theresien-Orden. Die Auszeichnungen im Weltkrieg 1914-1918. (A Katonai Mária Terézia-rend. Kitüntetések a világháború alatt) (német nyelven). Wien: Verlag Militärwissenschaftliche Mitteilungen (1943/1944)
- Jörg C. Steiner. Schematismus der Generäle und Obersten der k.u.k. Armee, Stand 31.12.1918 (A császári és királyi hadsereg tábornokainak és ezredeseinek névjegyzéke, 1918. dec. 12-ei állapot (német nyelven). Wien: Edition S & M (1992). ISBN 3-901215-01-8